# 1176 en santé et médecine
| Années de la santé et de la médecine : 1173 - 1174 - 1175 - 1176 - 1177 - 1178 - 1179    |
| Décennies de la santé et de la médecine : 1140 - 1150 - 1160 - 1170 - 1180 - 1190 - 1200 |

Cet article présente les faits marquants de l'année 1176 en santé et médecine.

## Fondations
- Première mention de l'hôpital des frères de Saint-Jean à Lyon, principauté ecclésiastique du Saint-Empire[1].
- Année possible de la fondation de l'hôpital des Templiers à Lyon[2].

## Personnalités
- Fl. Gérard, médecin, témoin d'une donation à l'abbaye de Vauclair, au diocèse de Laon[3].
- Vers 1176
  - Fl. Gerung, curé de Ratisbonne qui dit avoir étudié à Montpellier et dont Mone suppose, gratuitement selon Wickersheimer, qu'il était médecin[4].
  - Fl. Guillaume Coudena, chirurgien à Montpellier, selon une inscription de la faculté de médecine de cette ville[4].
  - Fl. Helvidis, « première femme médecin mentionnée en France[5] ».
- 1176-1203 : fl. Garnier, médecin de l'entourage de Barthélemy de Vendôme, archevêque de Tours[3].

## Décès
- Vers 1165 ou en 1175-1176 : Al Idrissi (né vers 1100), géographe, botaniste et médecin arabe, auteur  d'une importante pharmacopée mentionnée sous divers titres, dont celui de Kitāb al-Jāmiʿ li-ṣifāt aštāt al-nabāt wa ḍurūb anwāʿ al-mufradāt (« Livre des propriétés de diverses plantes et remèdes variés »), où les noms sont donnés en plusieurs langues, dont le syriaque, le grec, le persan, le hindi, le latin ou le berbère[6].